# Søren Kierkegaard

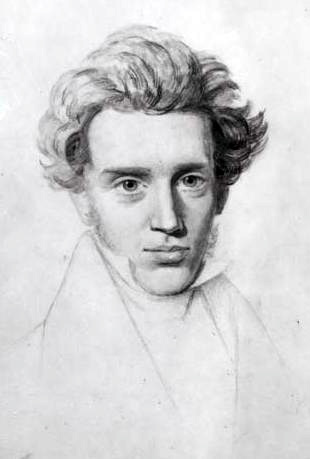
Søren Kierkegaard um 1840.

Søren Aabye Kierkegaard (Ausspracheⓘ [ˈsɶːɐn ˈkʰiɐg̊əˌg̊ɒːˀ]; * 5. Mai 1813 in Kopenhagen; † 11. November 1855 ebenda) war ein dänischer Philosoph, Essayist, evangelisch-lutherischer Theologe und religiöser Schriftsteller.
In seinen meist unter Pseudonymen veröffentlichten Schriften zeigte er sich als engagierter Verfechter der Idee des Christentums gegen die Realität der Christenheit. Etwa ein Drittel seines gedruckten Werkes besteht ferner aus unter eigenem Namen veröffentlichten Predigten und religiösen Reden. Auch wird Kierkegaard vielfach als Wegbereiter der Existenzphilosophie oder gar als deren erster Vertreter aufgefasst.
Kierkegaard gilt als der führende dänische Philosoph und darüber hinaus als bedeutender Prosa-Stilist. Er zählt zu den wichtigen Vertretern von Dänemarks Goldenem Zeitalter.

## Leben
Kierkegaards Leben ist arm an äußeren Ereignissen, dafür jedoch reich an inneren Konflikten. Sein Leben wie auch sein geistiges Schaffen spielten sich fast ausschließlich im Mikrokosmos der Hauptstadt Kopenhagen ab, das damals kaum mehr als 100.000 Einwohner hatte, die dicht gedrängt innerhalb der Stadtmauern lebten. Kierkegaard war zeit seines Lebens ein tief religiöser Mensch, sich in der Nachfolge Christi sehend, stets introspektiv, innerlich zerrissen von seelischen Konflikten, die in seinen umfangreichen Tagebuchaufzeichnungen ihren Niederschlag fanden. Insgesamt ergibt sich das Bild eines melancholischen, zutiefst schwermütigen Menschen. Kierkegaard löste die Verlobung mit Regine Olsen aus religiösen Gründen und heiratete nie. Den Schleswig-Holsteinischen Krieg nahm er kaum zur Kenntnis. Er war ein großer Liebhaber der Oper und häufiger Besucher des berühmten Königlichen Theaters, scheint sich sonst jedoch nur wenig für Kunst interessiert zu haben. Er genoss eine umfassende humanistische Ausbildung und war vertraut mit den Werken der griechisch-römischen Antike, jedoch auch den neuzeitlichen europäischen Schriftstellern sowie der europäischen – insbesondere deutschen – Philosophie.

### Frühe Jahre
Søren Kierkegaard war der Sohn des Großkaufmanns Michael Pedersen Kierkegaard (1756–1838), der – aus ärmsten jütischen Bauernverhältnissen stammend – in Kopenhagen durch den Wollwarenhandel vermögend geworden war. Kierkegaards Mutter, Ane Sørensdatter Lund Kierkegaard (1768–1834), war Michael Pedersen Kierkegaards zweite Frau und diente vor der Eheschließung im Haushalt des Vaters als Magd. Kierkegaard war das letzte von sieben Kindern, der Vater war zum Zeitpunkt seiner Geburt bereits 56 Jahre alt. Kierkegaards älterer Bruder war der Theologe, Bischof von Aalborg und Politiker Peter Christian Kierkegaard (1805–1888).

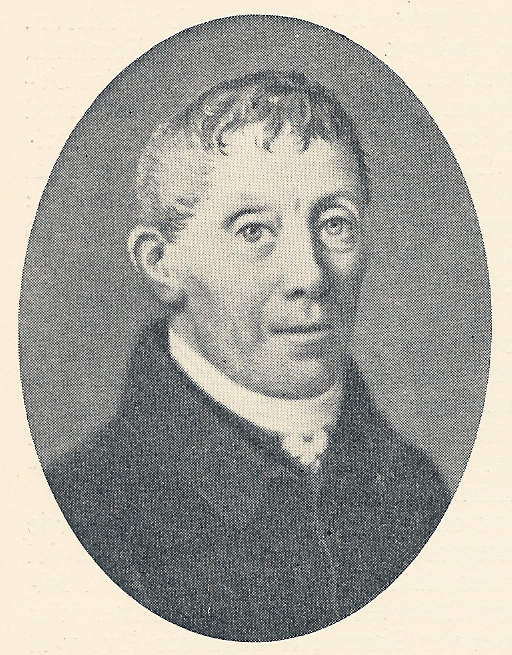
Michael Pedersen Kierkegaard

Kierkegaards Vater war ein intelligenter, gebildeter und streng religiöser Mensch, der als in sich gekehrt, grüblerisch und auch schwermütig beschrieben wird. Während der Vater großen Einfluss auf die seelische und geistige Entwicklung Kierkegaards ausübte, beschränkte sich die Rolle von Ane Lund Kierkegaard, die über keinerlei höhere Bildung verfügte, auf die der fürsorglichen Mutter. Im Haus der Kierkegaards, das sich in bester Lage am Nytorv befand, einem von Kopenhagens zentralen Plätzen, verkehrten viele bekannte Kopenhagener Persönlichkeiten, darunter der Bischof von Seeland, Jacob Peter Mynster.
Von den sieben Kindern des Ehepaars Kierkegaard starben bis 1835 alle drei Töchter und zwei Söhne, so dass nur Søren und Peter Christian den Vater überlebten. 1834 starb zudem Michael Pedersen Kierkegaards zwölf Jahre jüngere Ehefrau. Diese Schicksalsschläge verfestigten in Kierkegaards Vater den Glauben, von Gott für frühere Sünden bestraft zu werden. Da keines der verstorbenen Kinder älter als 33 Jahre geworden war, glaubte der Vater, dass auch die beiden noch lebenden Söhne früh sterben würden und er sie überleben werde (was nicht eintrat). Der Titel von Kierkegaards erster, noch im Todesjahr des Vaters 1838 erschienener Schrift Papiere eines Überlebenden (Af en endnu Levendes Papirer) ist nur vor diesem Hintergrund zu verstehen. Der Tod der Geschwister wie auch die des Vaters religiös begründete Überzeugung, alle seine Kinder zu überleben, prägten Kierkegaard nachhaltig. Den Tod des Vaters – der neben Regine Olsen wohl wichtigsten Person in seinem Leben – schildert er in seinen Aufzeichnungen als „großes Erdbeben“ und „furchtbare Umwälzung“. Michael Pedersen Kierkegaard hinterließ seinem Sohn ein Erbe in Höhe von 30.000 Reichstalern. Es sicherte seine wirtschaftliche Existenz und enthob ihn bis an sein Lebensende der Notwendigkeit, seinen Lebensunterhalt selbst zu bestreiten. Kierkegaard verließ das väterliche Haus am Nytorv, in dem er mit kurzen Unterbrechungen bis zum Tod seines Vaters gewohnt hatte, und nahm sich eine eigene Wohnung in Kopenhagen, wo er allein mit seinem Diener Anders lebte, bei seiner Arbeit unterstützt von einem Sekretär.
Kierkegaard erwarb das Abitur an der Borgerdydskole (heute: Østre Borgerdyd Gymnasium). 1830 begann er an der Universität Kopenhagen das Studium der Philosophie u. a. bei Poul Martin Møller und der protestantischen Theologie. Kierkegaard nahm sein Studium lange Zeit nicht besonders ernst und zog es vor, sich Vergnügungen hinzugeben.
Häufig fuhr der Student zur Erholung in das Fischerdorf Gilleleje an der Nordküste Seelands. Sein Bruder Peter Christian hoffte, an dem abgelegenen Ort würde sich Søren seinen Studien widmen. Zwar verbrachte dieser die meiste Zeit dort mit Ausflügen, doch am 1. August 1835 schrieb der 22-jährige Kierkegaard in Gilleleje einen seiner von der Nachwelt am häufigsten zitierten Tagebucheinträge: „Es kommt darauf an, meine Bestimmung zu verstehen, zu sehen, was die Gottheit eigentlich will, daß ich tun solle; es gilt eine Wahrheit zu finden, die Wahrheit für mich ist, die Idee zu finden, für die ich leben und sterben will.“ Vielen gilt der Tagebucheintrag von Gilleleje als Beginn der Existenzphilosophie, da aus dem Augenblick der Erkenntnis von Gilleleje „der Schriftsteller Sören Kierkegaard hervorgehen sollte, der im ausschließlichen Interesse um dieses verfügbare Ich eine grandiose Produktion von Schriften hinterließ, in denen er sämtliche Um- und Abwege seines Lebens mit Texten vertiefte.“
Doch erst die beständigen Ermahnungen seines Vaters und schließlich dessen Tod bewirkten, dass Kierkegaard Ende der 1830er Jahre seine Studien ernsthaft fortsetzte. Er schloss sein Studium 1840 mit der theologischen Staatsprüfung als Kandidat der Theologie ab. 1841 erwarb er den Magistergrad mit einer Dissertation über den Begriff der Ironie mit ständiger Hinsicht auf Sokrates (Om Begrebet Ironi med stadigt Hensyn til Socrates).
Nachdem Kierkegaard die Universität als Magister verlassen hatte, unternahm er noch 1841 eine Art Pilgerreise nach Jütland in die Nähe von Ringkøbing, wo der Vater seine Kindheit verbracht hatte. Dieser Ort spielte für die Familie Kierkegaard eine wichtige Rolle. Den Berichten des Vaters zufolge hatte dieser dort einst als Kind beim Schafehüten Gott wegen der eigenen Armut, des Hungers und sonstiger Mühsal verflucht. Für den tief religiösen Vater war dies eine Verfehlung, die ihn nicht mehr losließ.

### Regine Olsen

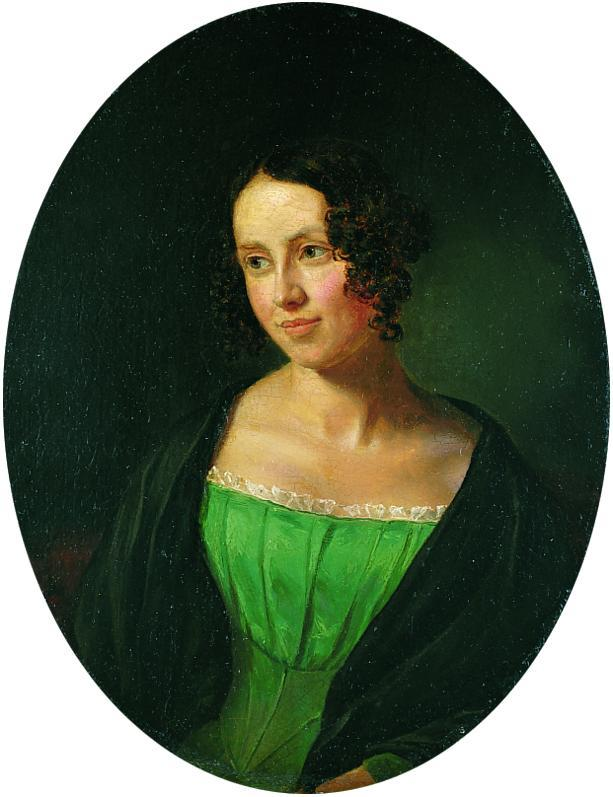
Regine Olsen 1840

Im Frühjahr 1837 begegnete Kierkegaard erstmals der damals 15-jährigen Regine Olsen (1822–1904). Trotz des Altersunterschieds von neun Jahren fühlten sich beide stark zueinander hingezogen. In den folgenden Jahren wurde Kierkegaard ein häufiger Gast im Haus der Familie Olsen, wobei sie ein immer innigeres Verhältnis zueinander entwickelten. Im September 1840 verlobte er sich mit Regine, doch schon wenige Tage nach der Verlobung zweifelte er an seiner Fähigkeit, sie glücklich zu machen. Die Zweifel wuchsen im Laufe der Zeit zu Verzweiflung und innerer Zerrissenheit. Jahre später schrieb Kierkegaard, er habe in jener Zeit „unbeschreiblich gelitten“. Im August 1841 beendete er die Verlobung mit einem Brief an Regine, dem er den Verlobungsring beilegte. Kierkegaard nennt in seinen Aufzeichnungen seine Schwermut und sein Vorleben (vita ante acta) als Gründe für den Bruch der Verlobung. Der zweite Grund ist nur im Kontext von Kierkegaards tiefer introspektiver Religiosität und der von ihm angenommenen eigenen tiefen Sündhaftigkeit zu verstehen. Darüber hinaus scheint er eine Vermählung als im Widerstreit mit seiner religiösen Bestimmung stehend angesehen zu haben.
Nach dem Bruch mit Regine unternahm Kierkegaard offenbar nie wieder den Versuch, sich einer Frau zu nähern. Als Regine sich 1843, zwei Jahre nach dem Ende der Verlobung mit Kierkegaard, mit dem Anwalt, hohen Beamten und späteren Gouverneur von Dänisch-Westindien, Johan Frederik Schlegel, vermählte, war dies für Kierkegaard ein schwerer Schlag, da er wohl angenommen hatte, Regine werde ebenso wenig wie er selbst noch einmal eine Beziehung eingehen.
Regine Olsens Bedeutung für Kierkegaards Werk ist kaum zu überschätzen. Möglicherweise wären viele seiner Schriften ohne diese prägende Episode nicht oder nicht in dieser Form entstanden. Dies gilt insbesondere für die 1845 erschienene Schrift Stadien auf dem Lebensweg (dänisch Stadier på livets vej), in der er seine Beziehung zu Regine und ihre spätere „Untreue“, als die er die Vermählung mit Schlegel betrachtete, als literarische Vorlage verwendete. Regine Olsen, die 1904 starb, war sich ihrer eigenen Bedeutung für Kierkegaards Schaffen wohl bewusst. Sie verfolgte den Nachruhm und die Rezeption Kierkegaards in Dänemark, Deutschland und anderen Ländern mit großem Interesse und arbeitete später auch bereitwillig mit Biographen zusammen.

### Berlin unddie Wiederholung
Im Oktober 1841, etwa zwei Monate nach dem Bruch mit Regine, reiste Kierkegaard nach Berlin, wo er in der Nähe des Gendarmenmarktes Quartier nahm. Er hörte vor allem bei Schelling Vorlesungen und arbeitete auch bereits an seinem ersten Werk Enten – Eller, das in Deutschland unter dem Titel Entweder – Oder erschien. Von Schelling enttäuscht, kehrte er bereits Anfang März 1842 in die dänische Hauptstadt zurück. 1843 begab er sich noch einmal für einige Monate nach Berlin, wo er dasselbe Quartier am Gendarmenmarkt bezog, dessen Wirt ihm in angenehmer Erinnerung war. Die Reise und das alte Quartier stellten für ihn eine Wiederholung dar. Genau dies, Die Wiederholung, ist auch der Titel einer Schrift, an der er in dieser Zeit arbeitete und in der auch diese zweite Berlin-Reise literarisch verwendet wird, wenngleich die wirkliche Wiederholung nach Kierkegaard nicht in der Realität, sondern nur kraft des Glaubens (kraft „des Absurden“) stattfinden kann, der alles möglich werden lässt (etwa Regine wiederzubekommen).

### Kierkegaard als Dichter, Philosoph und Kirchenstürmer

#### Überblick

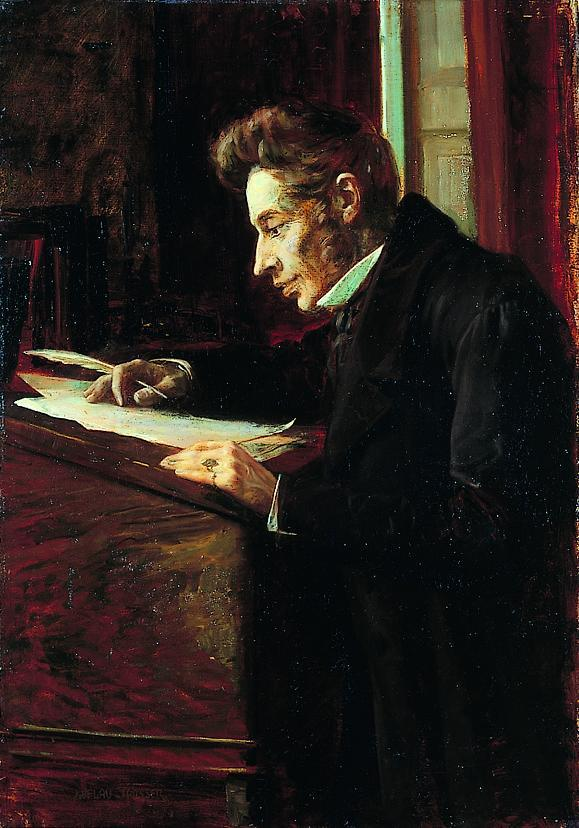
Kierkegaard

Kierkegaards Werke, mit Ausnahme der Papiere eines Überlebenden, seiner Dissertation sowie postum herausgegebener Schriften, erschienen sämtlich in den Jahren 1843 bis 1855. Neben ausgedehnten Spaziergängen, regelmäßigen Gottesdienstbesuchen sowie Besuchen im Königlichen Theater am Kongens Nytorv dürfte er in dieser Schaffensperiode, die bis an sein Lebensende reichte, die meiste Zeit mit der Arbeit an seinen für die Öffentlichkeit bestimmten Werken sowie auch mit dem Verfassen von Tagebucheintragungen zugebracht haben. Kierkegaard verbrachte diese Jahre in weitgehender Isolation, sowohl sozial wie auch intellektuell. Er ließ seine Werke ausnahmslos auf eigene Kosten drucken, so dass er von Verlagen völlig unabhängig war.
Kierkegaards Werk lässt sich grob in dichterisch-philosophische und religiöse Schriften unterteilen. Erstere wurden unter wechselnden, jedoch teils wiederkehrenden und in Beziehung zueinander stehenden Pseudonymen verfasst. Ihre Verwendung diente weniger der Verschleierung der Verfasserschaft – diese war in Kopenhagen schnell gelüftet – als dem Anzeigen einer gewissen inneren Distanz zu den Werken, die nicht zwangsläufig seine eigenen Überzeugungen ausdrückten. Eine solche Trennung von Autor und Werk konnte es andererseits für Kierkegaard als Verfasser religiöser Schriften und Kämpfer für das „wahre Christentum“ nicht geben. Diese Schriften gab er folgerichtig unter seinem eigenen Namen heraus. Während in den ersten Schaffensjahren pseudonym verfasste Werke überwogen, die eher dem Dichter und Philosophen Kierkegaard zuzuordnen sind, widmete er in den späteren Jahren seine Kraft hauptsächlich dem Verfassen unmittelbar religiöser Schriften. Neben selbst herausgegebenen Büchern verfasste er auch zahlreiche Zeitungsartikel und gab in seinen letzten Lebensmonaten die Zeitschrift Der Augenblick heraus. Zu erwähnen sind außerdem seine sehr umfangreichen Tagebuchaufzeichnungen, die postum als Teil seines Gesamtwerkes erschienen.

#### Schöpferischer Ausbruch (1843–1846)
Die meisten seiner Hauptwerke brachte Kierkegaard zwischen 1843 und 1846 heraus. 1843 veröffentlichte er unter dem Pseudonym Victor Eremita Entweder – Oder (Enten – Eller), das ihn schlagartig bekannt machte. In diesem Werk beschreibt er zwei Stadien: das Ästhetische und das Ethische, wobei der Schlussteil, der die Form einer Predigt hat, bereits auf das dritte, in dem Werk noch nicht behandelte, religiöse Stadium hinführt.
Ebenfalls 1843 erschienen Furcht und Zittern (Frygt og Bæven) und am selben Tag Die Wiederholung (Gjentagelsen) unter den Pseudonymen Johannes de Silentio bzw. Constantin Constantius. Furcht und Zittern, das in einer lyrischen Prosa, jedoch nicht ohne Humor und Ironie abgefasst ist, ist im Kern eine Meditation über die biblische Geschichte um Abraham und Isaak. Kierkegaard bekräftigt in dieser Schrift, dass der Mensch, indem er aus der ethischen Sphäre heraus- und in die religiöse Sphäre eintritt, als der Einzelne höher steht als das Allgemeine, also das Ethische, und nur noch Gott Gehorsam schuldet. Ausdrücklich wird daher Abrahams Absicht gutgeheißen, Isaak auf Gottes Befehl hin zu opfern, auch wenn sich Abraham damit über die Ethik hinwegsetzt. Gleichzeitig wird ausgeführt, dass kraft des Glaubens alles möglich ist.
1844 erschienen im Abstand von nur vier Tagen die beiden Schriften Philosophische Brocken (Filosofiske Smuler) von Johannes Climacus und Der Begriff Angst (Begrebet Angest) von Vigilius Haufniensis.
1845 erschienen die Stadien auf dem Lebensweg (Stadier paa Livets Vei) unter dem Pseudonym Hilarius Buchbinder.
1846 erschien die Abschließende unwissenschaftliche Nachschrift (Afsluttende uvidenskabelig Efterskrift), wie schon Philosophische Brocken selbst unter dem Pseudonym Johannes Climacus verfasst. Anders als der Titel vermuten lässt, hat die Nachschrift etwa den sechsfachen Umfang des Originaltextes.
Mit der Nachschrift kann die erste Phase in Kierkegaards Schaffen als abgeschlossen angesehen werden. Alle philosophischen Hauptwerke und, mit wenigen Ausnahmen, pseudonymen Schriften erschienen in den Jahren 1843–1846. Kierkegaard trug sich nun mit dem Gedanken, eine Pfarrstelle zu suchen. Zunächst nahm jedoch die berühmte Fehde mit dem Satireblatt Corsaren seine Aufmerksamkeit in Anspruch.

#### DieCorsaren-Affäre

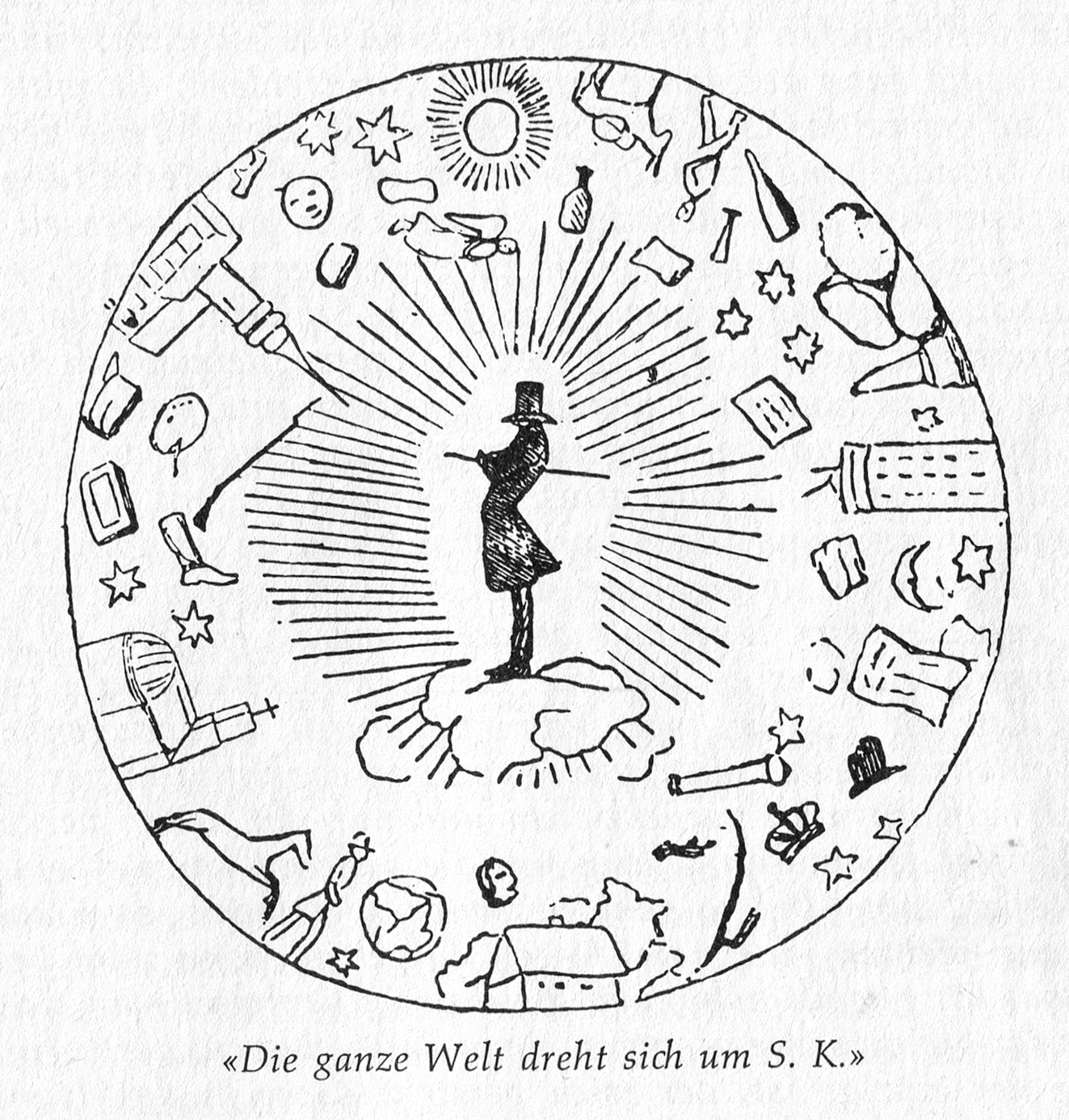
Karikatur aus dem Corsaren, 1847.

Abgesehen von seinem Erstlingswerk Entweder – Oder, das von der Kritik durchaus positiv aufgenommen wurde, stießen Kierkegaards Werke bei seinen Zeitgenossen größtenteils auf Unverständnis. Einer seiner Kritiker war Peder Ludvig Möller, der u. a. für das von Meïr Aron Goldschmidt herausgegebene Satireblatt Corsaren (Der Korsar) Beiträge verfasste. Ende 1845 griff Kierkegaard in einem Zeitungsartikel P. L. Möller scharf an und beschwerte sich ironisch darüber, bisher vom Corsaren – der ihm zunächst gewogen gewesen war – verschont worden zu sein. Was dann folgte, ging als Corsaren-Affäre in die dänische Geistesgeschichte ein. Goldschmidt revanchierte sich für den Angriff, indem er satirische Texte und Karikaturen veröffentlichte, in denen Kierkegaard sehr unvorteilhaft dargestellt war. Als Kind hatte er eine Wirbelsäulen-Verletzung erlitten, die schlecht verheilt und als Buckel erkennbar war. In den Zeichnungen wurde dies überbetont. Bald wurde er in Kopenhagen auf offener Straße von Schuljungen, Studenten u. a. verhöhnt. Kierkegaard war, wie seine Aufzeichnungen belegen, über die Angriffe auf seine Person erschüttert und wurde in seinem bereits pessimistischen Menschenbild bestärkt. Zugleich sah er sich mehr und mehr in der Rolle eines Märtyrers, der allein gegen die Welt steht.

#### Zweiter Teil der Verfasserschaft (1847–1851)
1847 erschien die Schrift Taten der Liebe (Kjerlighedens Gjerninger), die sich mit dem Problem der Nächstenliebe und der Frage beschäftigt, wie die Liebe, die Christus offenbart hat, Ausdruck in jeder einzelnen Handlung finden kann. Daneben erschienen 1847 und 1848 Erbauliche Reden in verschiedenem Geiste und Christliche Reden.
Die Revolution von 1848 war eine historische Zäsur auch in Dänemark. Kierkegaard, der sich im Allgemeinen nicht für Politik bzw. zeithistorische Ereignisse interessierte, hatte für die Revolution nur Verachtung übrig, da er ganz generell demokratischen Bestrebungen stark misstraute. Die Revolution hatte für ihn auch persönliche Konsequenzen, da die Vermögenswerte, in denen sein Erbe angelegt war, stark an Wert verloren. Kierkegaard, der wirtschaftliche Betätigungen verachtete (und sich dies leisten konnte), hatte keinerlei Anstrengungen unternommen, sein ererbtes Vermögen zu mehren oder zumindest die Substanz zu erhalten. Er hatte stets auf großem Fuße gelebt und keine eigenen Einnahmen erzielt – auch nicht durch seine Bücher. Kierkegaards letzte Lebensjahre waren daher zunehmend von finanziellen Sorgen gekennzeichnet – eine für ihn ganz neue Erfahrung.

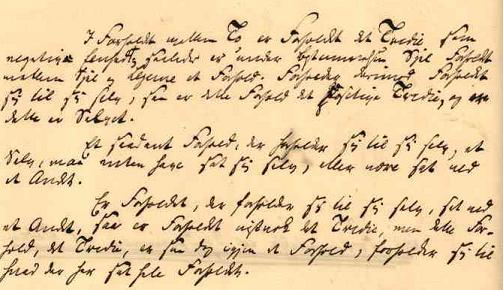
Manuskript von Die Krankheit zum Tode.

1849 und 1850 erschienen seine beiden letzten großen Schriften, für die er – in Abgrenzung zum dezidiert nicht-christlichen Climacus der Philosophischen Brocken – das Pseudonym Anti-Climacus wählte, der aus einer christlichen Position heraus schreibt: Die Krankheit zum Tode (Sygdommen til Døden) und die Einübung in das Christentum (Indøvelse i Christendom). In Krankheit zum Tode formuliert Kierkegaard sein Menschenbild aus christlicher Perspektive: Demnach befindet sich der Mensch in einem dialektischen Verhältnis zwischen zwei widerstreitenden Seiten. Die eine Seite besteht in den Notwendigkeiten des täglichen Lebens als sterbliches, mängelbehaftetes Wesen, das stets dem Ärgernis der Verzweiflung und damit – nach Kierkegaard – der Verdammnis anheimzufallen droht. Die andere Seite ist die Möglichkeit der ewigen Seligkeit.
In der Einübung, die dogmatisch an Krankheit zum Tode anknüpft, stellt Kierkegaard seine Sichtweise des wahren christlichen Glaubens dar, wonach die Bedingung für diesen ist, ohne Wenn und Aber dem Vorbild Jesu Christi zu folgen. Er interessiert sich dabei jedoch weniger für Jesus als moralisches Vorbild als vielmehr für das Leiden Christi. Nur im persönlichen Leiden kann das wahre Christentum seinen Ausdruck finden. Hier deutet sich bereits der Angriff auf die etablierte, triumphierende Kirche an, der Kierkegaard die wahre, kämpfende Kirche gegenüberstellt, und der schließlich in Kierkegaards Kirchensturm gipfelte.
1851 erschien sein letztes Buch: Zur Selbstprüfung, der Gegenwart anempfohlen. Damit hatte Kierkegaard seine Ideen im Wesentlichen erschöpft. Seine für die Öffentlichkeit bestimmte literarische Produktion kam in den letzten fünf Lebensjahren fast zum Erliegen, dafür nahm der Umfang der Tagebucheinträge stark zu.

#### Kirchensturm
Kierkegaards letzte Lebensjahre sind von einer zunehmenden religiösen „Radikalisierung“ gekennzeichnet. Das „amtliche“, gemäßigte, verbürgerlichte Christentum der dänischen Staatskirche konnte seinen steigenden Ansprüchen an das „wahre“ Christentum immer weniger genügen. Kierkegaard schraubte die Bedingungen immer weiter hinauf, die ein Mensch erfüllen musste, um sich aus seiner Sicht einen Christen nennen zu können, so dass sie schließlich praktisch unerfüllbar wurden und jeder organisierten Kirche die Grundlagen entzogen hätten.
Auf einer persönlichen Ebene findet diese Radikalisierung ihren Ausdruck insbesondere in einem radikalen Wandel seines inneren Verhältnisses zu Bischof Jacob Peter Mynster, der die dänische Staatskirche repräsentierte und den er ursprünglich rückhaltlos bewundert, ja verehrt hatte. In dem Maß jedoch, wie Kierkegaards Ansprüche an einen wahren Christenmenschen stiegen, schwand seine Bewunderung für Mynster, der – hierin seinem Vorbild Goethe folgend – jede Übertreibung ablehnte und für ein harmonisches, „bürgerliches“ Christentum eintrat, das jedem offenstand. Bischof Mynster starb Anfang 1854. Der Theologieprofessor Hans Lassen Martensen – an dessen spekulativer Theologie sich Kierkegaard schon lange gerieben hatte – nannte den großen Bischof, der so lange die Geschicke der dänischen Kirche bestimmt hatte, auf der Beisetzung einen „Wahrheitszeugen“ (sandhedsvidne).
Ende 1854 veröffentlichte Kierkegaard in der Zeitung Fædrelandet, die schon als Plattform für den Angriff auf P. L. Möller und Goldschmidt gedient hatte, einen Artikel, der die folgende polemische Überschrift trug: „War Bischof Mynster ein Wahrheitszeuge, einer der wirklichen Wahrheitszeugen – ist dies die Wahrheit?“ Die Antwort konnte aus Kierkegaards Sicht nur Nein! lauten. Der Artikel, in dem er zum ersten Mal seit fast vier Jahren sein Schweigen brach, war der Auftakt zu Kierkegaards „Kirchensturm“, seinem letzten intellektuellen und religiösen Aufbäumen. In den Folgemonaten veröffentlichte er im Fædrelandet eine große Zahl weiterer Artikel, in denen er die dänische Kirche immer schärfer angriff. Ab Mai 1855 begann er mit der Veröffentlichung der Zeitschrift Der Augenblick (Øjeblikket), von der zehn Nummern erschienen.

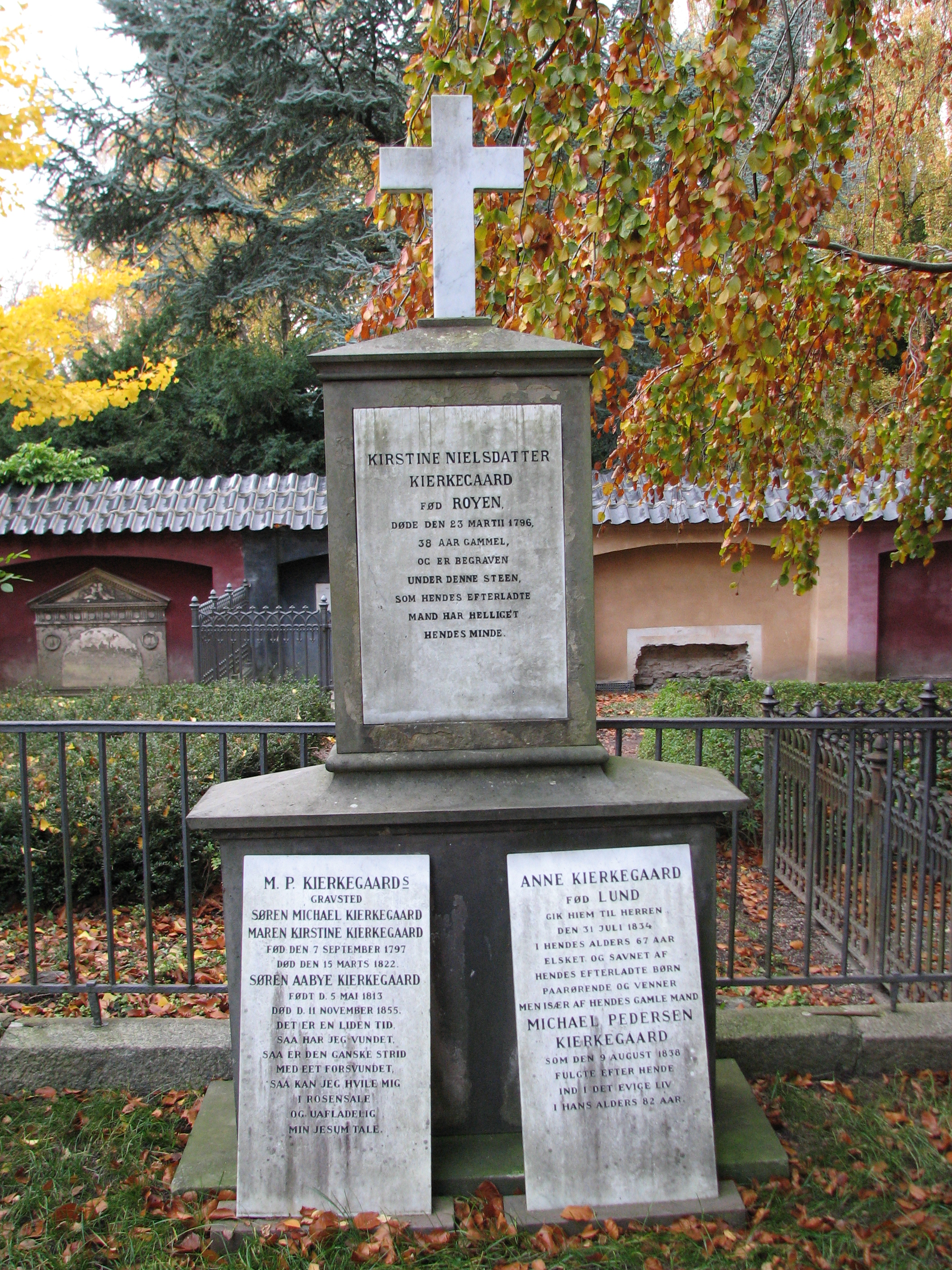
Kierkegaards Grab in Kopenhagen.

Die Aggressivität der Angriffe gegen die Kirche und seine Forderungen an den wahren Christenmenschen eskalierten in diesen letzten Schriften. Er warf der Amtskirche vor, das Christentum nicht zu vertreten, sondern effektiv zu verhindern. Das amtliche Christentum und seine Riten seien eine Fälschung, eine Lüge, ein Komödienspiel. Kierkegaard gibt zu verstehen, dass dieser Kampf gegen die Kirche als sein wirkliches Werk zu betrachten sei und dass seine früheren Schriften nur als vorbereitende taktische Manöver anzusehen seien, die vor allem den Zweck erfüllten, ihn als ernstzunehmenden Theologen zu etablieren, dem man zuhören müsse.

### Tod
Am 2. Oktober 1855 erlitt Kierkegaard auf der Straße einen Schlaganfall und brach zusammen. Er kam ins Frederiks-Hospital in Kopenhagen. Dort starb er, die Kommunion verweigernd, am 11. November 1855 gegen 21 Uhr im Alter von 42 Jahren. Die Todesursache war Tuberkulose, die sich auf den Rückenmarkskanal ausgebreitet hatte (Tuberkulose der Wirbelsäule, Pottsche Krankheit, Gibbus).
Kierkegaard liegt auf dem Assistenzfriedhof im Kopenhagener Stadtteil Nørrebro begraben, wo sich auch Regine und Frederik Schlegels Grab befindet. Auf seinem Grabstein steht der Text des Kirchenliedes Det er en liden tid (deutsch: Noch eine kurze Zeit) von Hans Adolph Brorson.

## Denken
Kierkegaards Denken in Sätzen zu beschreiben ist schwierig, denn was er zur Geltung bringen wollte, war gerade, dass Wahrheit nicht in Sätzen gelehrt werden könne, sondern eine Bewegung des Menschen in der Zeit sei. In diesen Zusammenhang gehören seine Kategorien Augenblick, Wiederholung und Sprung sowie sein pseudonymer, provokanter und paradoxer Stil. Das Wesentliche am Christentum war ihm, dass die Wahrheit in der Zeit (in Christus) gekommen sei und der Mensch nur ein Verhältnis zu ihm haben könne, indem er ihm gleichzeitig werde. Alles andere sei Geschwätz. Kierkegaard zeigt sich so als zugleich philosophischer wie auch theologischer bzw. religiöser Denker, der die Philosophie als Mittel betrachtet, über christlichen Glauben neu nachzudenken, wobei er jede Art von spekulativer Philosophie im Geiste Hegels (siehe auch Dialektische Aufhebung) ablehnt, weil sie sich anmaßt, „objektive“, also außerhalb des Menschen liegende Wahrheit adäquat denken, verstehen und dadurch begreifen zu können. Neben der scharfen Ablehnung Hegels und anderer Vertreter des Idealismus ist Kierkegaards Denken vor allem in seinen späteren Jahren durch eine strikte Abgrenzung gegen das amtliche Christentum gekennzeichnet.
Für Kierkegaard gibt es drei Arten, Zustände, Sphären oder Stadien der Existenz des Menschen:

### Ästhetisches Stadium
Auf der ursprünglichsten Stufe, dem ästhetischen Stadium, lebt der Mensch ganz in der Unmittelbarkeit der sinnlichen Empfindung, der bloßen Anschauung, bei der er es bewenden lässt. Sie ist Motiv und Ziel seines Handelns. Er schöpft nicht aus der Fülle der sich ihm bietenden Handlungsoptionen, nimmt nicht an, verwirft nicht, macht von den Möglichkeiten keinen Gebrauch. Da er nicht tätig wird, übernimmt er keine Verantwortung.
Stattdessen existiert er gänzlich unreflektiert, ist sich über sich selbst nicht im Klaren, woraus auch eine latente Verzweiflung rührt; der Mensch spürt, dass er nicht er selbst ist, sondern in Äußerlichkeiten gefangen bleibt. Der Mensch hat sich noch nicht als ein Selbst erkannt, das nicht nur rein immanent, sondern auch transzendent existiert, indem sich der Mensch zum faktischen Verhältnis bewusst in ein Verhältnis setzt, das zwischen Körper und Geist besteht. Der Mensch ist hier verzweifelt, weil er an die Leere des Daseins verfällt und im wesentlichen Sinne unwirklich bleibt.
Das Mittel, das dem Menschen dazu dient, diesen seinen verzweifelten Zustand zu erkennen, ist die Ironie. Indem er sich zu sich selbst ironisch, also distanziert, verhält, gewinnt er einen erhöhten Standpunkt, von dem aus er seine Verzweiflung erkennt und versucht, sie zu überwinden. Dadurch erreicht er das zweite Stadium.

### Ethisches Stadium
Das ethische Stadium: Der Mensch erkennt sich als ein sowohl immanentes als auch transzendentes Wesen, indem er sich zum Verhältnis zwischen Körper und Geist reflektierend in ein Verhältnis setzt und dessen bewusst wird. Er verhält sich vernünftig und erkennt seine Verantwortung vor sich selbst und der Welt. Um in Wahrheit existieren zu können bedeutet, dass der Mensch unter den ihm sich bietenden Optionen entscheidet. So erst kann er die Aufgabe erkennen, die möglicherweise seine Aufgabe wird. Freiheit vollzieht sich somit als Entscheidung, über die Entscheidung kommt er zu sich selbst.
Dadurch aber erkennt er, dass er als zunächst rein immanentes Wesen nicht imstande ist, den transzendenten Teil seines Wesens zu begründen, der nicht aus der Welt stammen kann. Die Begründung seines Wesens als geistiges und insoweit nicht der Kausalität der Welt unterworfenes Selbst findet er nicht in sich selbst. Er wird sich seiner Ohnmacht bewusst, die Kennzeichen seiner Endlichkeit ist. Er sieht sich hingegen einem unendlichen, absoluten Unbekannten, Gott, gegenüber, der die Ursache der Unendlichkeit und Freiheit des Menschen ist. Wenn der Mensch sich nicht in ein Verhältnis zu seinem wahren Grund, zu Gott, setzt, sondern aus sich selbst heraus existieren will, setzt er sich wiederum in Widerspruch zu seinem wahren Wesen, indem er verzweifelt er selbst sein will, oder aber er leugnet sich selbst als auch transzendentes Selbst, indem er verzweifelt nicht er selbst sein will, und beides führt ihn wieder in die Verzweiflung, die als Grundstimmung seinem Leben zugrunde liegt.
In seiner Dissertation Über den Begriff der Ironie in stetem Hinblick auf Sokrates schreibt Kierkegaard: „Humor enthält eine weit tiefere Skepsis als Ironie. […] Seine Skepsis […] enthält auch eine weit tiefere Positivität […] er finde nicht Ruhe dabei, den Menschen zum Menschen zu machen, sondern dabei, den Menschen zum Gott-Menschen zu machen.“ Darin klingt bereits eine weitere Funktion des Humors an, mit dem er eine Verbindung zwischen Endlichem und Unendlichem schafft. Der Humor ist aber noch keinesfalls wahre Religion, sondern lediglich das letzte Zwischenstadium vor dem Glauben. Er ist das Mittel, um den Sprung vom ethischen zum religiösen Stadium zu vollziehen.

### Religiöses Stadium
Das religiöse Stadium: Da der Versuch des Menschen, aus den verschiedenen Handlungsmöglichkeiten auszuwählen und sich ethisch damit zu kontrollieren, letztlich ebenfalls in der Verzweiflung endet, da er entdeckt, dass er aus sich selbst heraus nicht wahrhaft werden kann, wird er gewahr, dass das Sein des Menschen in sich selber nichtig ist. Ohne sein Zutun akzeptiert der Mensch hier nun sein Gesetzt-Sein von Gott und seine Existenz vor Gott. Er begreift sich als ein Selbst, dem nur von Gott als dem Unendlichen Existenz zukommt. An dieser Stelle eröffnet sich ihm ein Ausweg aus der Verzweiflung, eine neue Möglichkeit Endlichkeit und Unendlichkeit in seinem Wesen zu erfahren. Das Ziel des religiösen Menschen ist daher, in ein existenzielles Verhältnis zu Gott zu treten. Dies kann allein im Glauben geschehen. Gott als der Absolute ist nicht der Kausalität der Welt unterworfen und entzieht sich daher als der Unbekannte dem menschlichen Verstand, er ist rational nicht erkennbar. Der Glaube fordert als Bedingung daher die „Kreuzigung des Verstandes“. Der Verstand ist nicht gänzlich unnötig, sondern dient als Korrektiv des Glaubens, indem Unvernünftiges nicht geglaubt werden kann, und er ist Voraussetzung der Selbstreflexion, ohne die der Aufstieg in den Stadien nicht erreicht werden kann. Er spielt daher für Kierkegaard eine große und unabdingbare Rolle. Doch da der Verstand endlich ist und sich rein immanenter Mittel bedient, ist intellektuelle Gotteserkenntnis schlechthin unmöglich. An diesem Punkt, der Nicht-Erkennbarkeit Gottes durch den menschlichen Verstand, zeigen sich enge Parallelen zur negativen Theologie, insbesondere zu Nikolaus von Kues, Bonaventura von Bagnoregio und Augustinus. Aufgrund der Nicht-Erkennbarkeit muss jedes Reden von Gott negativ, apophatisch, bleiben; positive, beschreibende Aussagen haben allenfalls hinweisenden, helfenden Charakter, müssen sich ihrer Unzulänglichkeit aber stets bewusst bleiben. Dies ist das Scheitern des Verstandes, dessen sich der Mensch bewusst werden muss. Hat er das erkannt, steht erst der Weg in den Glauben offen, der aus dieser Erkenntnis der eigenen Begrenztheit hervorgehen kann. 
Im Glauben wagt der Mensch den Sprung weg vom Verstand hin zum eigentlich Unmöglichen. Glauben ist nur deshalb möglich, weil sich Gott in Christus zu erkennen gab. Da der Mensch nicht in der Lage ist, rational zu Gott zu gelangen, musste sich Gott selbst offenbaren, indem er Mensch und zugleich Gott war und so das Paradoxon aufstellte, dass das Zeitlose in der Zeit, das Transzendente in der Immanenz, das Unendliche in der Endlichkeit existiert. Dieses Paradox ist für den Menschen nicht zu lösen. Bis hierher ist dieser Gedankengang weitgehend in der Tradition protestantischer Theologie seit Martin Luther vorgezeichnet. Daher bleibt demgegenüber nur der Sprung in den Glauben. Da das sich zu Gott existenzielle Verhalten immer nur momenthaft geschehen kann und der Mensch immer wieder in seine eigene Existenz zurückfällt, dadurch wieder seinen transzendenten Seinsgrund aus den Augen verliert und so wieder die rechte Ordnung seines Selbst verrückt, ist er gehalten, diesen Sprung in den Glauben immer wieder neu zu tun und den Moment des Glaubens zu „wiederholen“. Nur in diesem Augenblick des Glaubens befindet sich das Selbst im richtigen Verhältnis zu sich und zu seinem Existenzgrund und existiert daher momenthaft ohne Verzweiflung.

### Existenzphilosophie
Ihren besonderen Wert erhält die Existenzphilosophie durch ihre genaue Betrachtung des Menschen in seinem Menschsein darin, wie sich der Mensch in dieser Welt und anderen Menschen gegenüber gibt, das zu sehen, was die Philosophie immer schon im Zentrum ihres Bemühens hat: den Weg zur Wahrheit. Ob sie nun phänomenologisch argumentiert oder wie Kierkegaard einen anderen Zugang sucht – im Zentrum steht der Mensch mit seinen ihn bestimmenden Zuständen wie Angst, Verzweiflung, Liebe, Sorge als authentisches Wesen, das sich nicht als festgelegtes Wesen wiederfindet, sondern als verantwortliches, freies und selbst entwerfendes Wesen versteht. Kierkegaard reflektiert dabei auf sein eigenes, sein persönliches Schicksal, auf die eigene innere Zerrissenheit, wenn er als existenzieller Denker Grundsituationen wie Angst und Verzweiflung als „Krankheit zum Tode“ auf den Grundzustand des Menschen an sich überträgt. In der Angst erfährt der Mensch die vielen Möglichkeiten sein Leben selbst in die Hand zu nehmen und zu gestalten. Er entdeckt die Freiheit der Entscheidung und vermag seine Angst deshalb auszuhalten. Der gestalterische Spielraum seines Seins wird ein Seinkönnen.
Die Grundideen der modernen Existenzphilosophie wurden bereits lange vor Kierkegaard entworfen, der französische Philosoph, Mathematiker und Physiker Blaise Pascal (1623–1662) nahm in seiner Essaysammlung Pensées (Gedanken) das vorweg, was später zur Existenzphilosophie werden sollte. Er schreibt vom Elend und der Verlorenheit des Menschen im Leben und stellt die Frage, ob es überhaupt die Möglichkeit gibt, glücklich zu werden und unbeschwert zu leben, ohne ständig in Angst vor Tod, Not und Elend leben zu müssen. Diese „Gedanken“ greifen später alle wichtigen Existenzphilosophen auf und bearbeiten sie individuell.

## Rezeptionsgeschichte

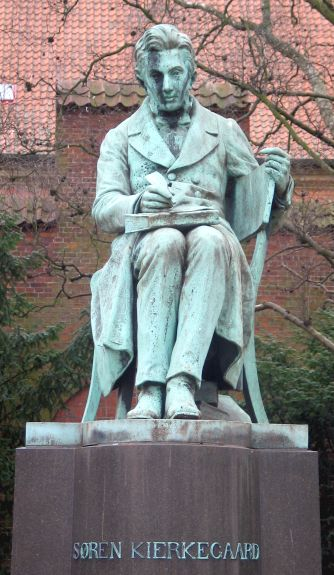
Søren-Kierkegaard-Plastik von Louis Hasselriis im Hof der Dänischen Königlichen Bibliothek in Kopenhagen.

Kierkegaard erlangte ab Anfang/Mitte der 1840er-Jahre schnell Bekanntheit, die sich jedoch im Wesentlichen auf Dänemark, größtenteils auf Kopenhagen, beschränkte. Einer der Ersten, die ihm positive Resonanz gaben, war Hans Peter Kofoed-Hansen. Zum Zeitpunkt seines Todes war Kierkegaard außerhalb seiner Heimat praktisch unbekannt. Während Kierkegaard in den Jahren nach seinem Tod in der dänischen Kirche und Theologie durchaus präsent war, setzte seine Rezeption im Ausland erst gegen Ende des 19. Jahrhunderts ein. Eine Schlüsselrolle in der Kierkegaard-Rezeption nimmt der dänische Gelehrte Georg Brandes ein, der sowohl auf Dänisch wie auch auf Deutsch publizierte und Kierkegaard mit der 1879 in Leipzig erschienenen Schrift Sören Kierkegaard – Ein literarisches Charakterbild dem deutschen Publikum bekannt machte. Damit war die Voraussetzung für eine breitere Rezeption Kierkegaards außerhalb Skandinaviens geschaffen. Brandes machte auch Friedrich Nietzsche mit Kierkegaards Ideen bekannt, wobei er – Nietzsches Interessen folgend – Kierkegaard als eminenten psychologischen Verfasser vorstellte. Anfang des 20. Jahrhunderts wurden nach und nach Kierkegaards Hauptwerke sowie seine Tagebücher ins Deutsche übersetzt, erst in den 1930er Jahren folgten die ersten akademischen Übersetzungen ins Englische. Heute liegen die gesammelten Werke Kierkegaards in allen bekannteren Sprachen vor.
Ab den 1920er-Jahren setzte in Deutschland die Rezeption durch Vertreter der Dialektischen Theologie wie Karl Barth und Rudolf Bultmann ein. Kierkegaard wird einige Male in Martin Heideggers Sein und Zeit (1927) erwähnt, sein Einfluss auf Heidegger ist jedoch viel größer, als die wenigen expliziten Bezüge es erahnen lassen. Das Denken von Karl Jaspers ist stark durch Kierkegaard beeinflusst. Auch auf Dietrich Bonhoeffer war sein Einfluss beträchtlich, er zitiert ihn in seiner Nachfolge des Öfteren.
Die Evangelisch-Lutherische Kirche in Amerika erinnert mit einem Gedenktag am 11. November an Kierkegaard.

## Werke

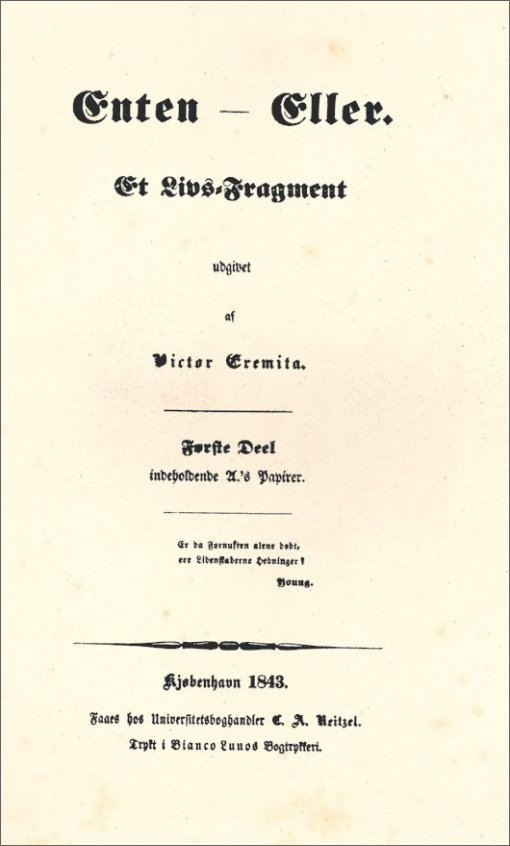
Enten – Eller, unter dem Pseudonym Victor Eremita.

Die kursiv gesetzten Schriften veröffentlichte Kierkegaard unter verschiedenen Pseudonymen.
- Über den Begriff der Ironie. Mit ständiger Rücksicht auf Sokrates (Magisterdissertation 1841)
- Entweder – Oder I/II (1843) (E-Text)
- Tagebuch des Verführers (1843)
- Zwei erbauliche Reden (1843)
- Die Wiederholung (1843)
- Furcht und Zittern (1843)
- Drei erbauliche Reden (1843)
- Vier erbauliche Reden (1843)
- Zwei erbauliche Reden (1844)
- Drei erbauliche Reden (1844)
- Philosophische Brocken (1844)
- Der Begriff Angst (1844)
- Vorreden (1844)
- Vier erbauliche Reden (1844)
- Drei Reden bei gedachten Gelegenheiten (1845)
- Stadien auf des Lebens Weg (1845)
- Abschließende Unwissenschaftliche Nachschrift zu den Philosophischen Brocken (1846)
- Eine literarische Anzeige (1846)
- Erbauliche Reden in verschiedenem Geist (1847)
- Die Taten der Liebe. Etliche christliche Erwägungen in Form von Reden (1847)
- Christliche Reden (1848)
- Die Krise und eine Krise im Leben einer Schauspielerin (1848)
- Die Lilie auf dem Feld und der Vogel unter dem Himmel. Drei fromme Reden (1849)
- Zwei kleine ethisch-religiöse Abhandlungen (1849)
- Die Krankheit zum Tode (1849)
- Der Hohepriester – der Zöllner – die Sünderin. Drei Reden beim Altargang am Freitag (1849)
- Einübung im Christentum,1. Aufl. (1850)
- Eine erbauliche Rede (1850)
- Über meine Wirksamkeit als Schriftsteller (1851), online
- Zwei Reden beim Altargang am Freitag (1851)
- Zur Selbstprüfung, der Gegenwart anbefohlen (1851)
- Einübung im Christentum, 2. Auflage. (1855)
- Der Augenblick (1855), deutsche Ausgabe, Nördlingen: Greno 1988, ISBN 978-3-89190-248-6, Reihe Die Andere Bibliothek
- Gottes Unveränderlichkeit. Eine Rede (1855)
- Zwölf Reden. Zusammengestellt von A. Bärthold. 2., umgeänderte Auflage. Julius Fricke, Halle 1886 (Digitalisat)

Neuausgaben
- Der Begriff der Angst. Philosophische Bissen. Die Krankheit zum Tode. Meiner, Hamburg 2005, ISBN 3-7873-1727-9
- Die Wiederholung. Hrsg. v. Hans Rochol. Meiner, Hamburg 2000, ISBN 3-7873-1375-3

Deutschsprachige Werkausgabe
- Niels Jørgen Cappelørn, Hermann Deuser, Joachim Grage, Heiko Schulz (Hrsg.): Deutsche Søren Kierkegaard Edition. In: Zusammenarbeit mit dem Søren-Kierkegaard-Forschungszentrum, Kopenhagen. Walter de Gruyter, Berlin 2005 ff.
  - Band 1: Journale AA · BB · CC · DD. 2005, ISBN 9783110169775
  - Band 2: Journale EE · FF · GG · HH · JJ · KK. 2208, ISBN 9783110923254
  - Band 3: Notizbücher 1-15. 2011, ISBN 9783110186703
  - Band 4: Journale NB · NB2 · NB3 · NB4 · NB5. 2013, ISBN 9783110212235
  - Band 5: Journale NB6-NB10. 2015, ISBN 9783110247688
  - Band 6: Journale NB 11-14. 2018, ISBN 9783110473414
  - Band 7: Journale NB 15-20. 2021, ISBN 9783110717471

## Film
- Kierkegaard – Gefährliche Gedanken. Dokumentarfilm und szenische Dokumentation, Deutschland, 2013, 58 Min., Buch und Regie: Wilfried Hauke, Erzähler: Axel Milberg, Produktion: dmfilm, Danmarks Radio TV, arte, rbb, Erstsendung: 11. Dezember 2013 bei arte, Inhaltsangabe von 3sat.